# Abutilon parvulum
Abutilon parvulum är en malvaväxtart som beskrevs av Asa Gray. Abutilon parvulum ingår i släktet klockmalvor, och familjen malvaväxter. Inga underarter finns listade i Catalogue of Life.